# 意味役割付与
意味役割付与（いみやくわりふよ、英: semantic role labeling、略称：SRL）は、自然言語処理において、文中の語や句に対してその意味役割（例えば動作主、目的、結果など）を示すラベルを割り当てる処理である。
この処理は、文の意味を理解するために行われる。具体的には、述語（多くは動詞）と対応する項を検出し、それらを適切な主題役割に分類する。例えば、「メアリーが本をジョンに売った」という文では、動作主は「メアリー」、述語は「売った」、主題（テーマ）は「本」、受け手（受益者）は「ジョン」となる。別の例として、「この本は私のものだ」では「被所有物」および「所有者」といったラベルが必要となり、「本はジョンに売られた」では「主題」と「受益者」といったラベルが必要になる。これらの意味役割は「主語」「目的語」といった統語的機能と似ているものの、文を意味的観点から把握する点で本質的に異なる分類である。

## 歴史
意味役割付与は、1968年、チャールズ・フィルモアによって最初に提案された。この提案をもとに、多数の述語とその意味役割を体系的に記述するFrameNetが作成された。
その後、ダニエル・ギルディアとダニエル・ジュラフスキーによって、FrameNetを基盤とした最初の自動意味役割付与システムが開発された。
また、PropBankコーパスでは、Penn Treebank（ウォール・ストリート・ジャーナルの記事ツリーバンク）に対して人手による意味役割アノテーションが追加された。多くの自動SRLシステムは、このPropBankを学習用データとして利用しており、新しい文に対する意味役割の自動付与に活用されている。

## 用途
意味役割付与は、文中の語が果たす意味的な役割を機械が理解するために使用される。
これは、単語の意味だけでなく、文中での使われ方の理解を必要とするような、自然言語処理アプリケーションに有用である。意味役割付与の理解が進めば、質問応答システム、情報抽出、自動要約、テキストマイニング、音声認識などの分野での技術進展が期待されている。